# Witenagemot

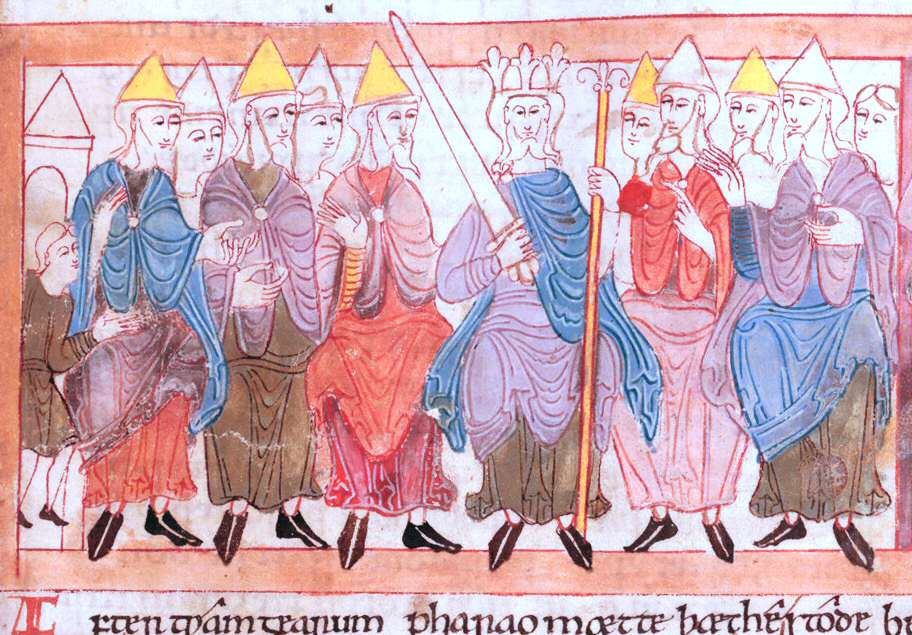
Darstellung eines biblischen Pharaos als angelsächsischer König in einem Witan. Englischer Hexateuch, 11. Jahrhundert

Der Begriff Witenagemot oder Witan bezeichnet Ratsversammlungen geistlicher und weltlicher Würdenträger, die etwa vom 7. bis zum 11. Jahrhundert in den angelsächsischen Kleinkönigreichen und nach der Einigung Englands auch auf Reichsebene existierten.
Das altenglische Wort Witenagemot setzt sich zusammen aus wita (Weiser) und gemot (Zusammenkunft), bedeutet also Treffen der Weisen. Witan ist der ursprüngliche, altenglische Plural von wita, der sekundär wieder zum Singular geworden ist und so nicht nur die Weisen, sondern auch das Treffen derselben bezeichnet. Dieses Treffen hatte sich aus der germanischen Volks- und Gerichtsversammlung Thing entwickelt und vereinte die mächtigsten geistlichen und weltlichen Würdenträger. Vor der Vereinigung Englands im 9. Jahrhundert gab es in den Kleinkönigreichen Essex, Kent, Mercia, Northumbria, Sussex und Wessex einzelne Witans. Sogar als Wessex zum dominierenden Königreich wurde, blieben diese spätestens bis 1065 bestehen.
Die Witans wurden von den Königen (und später von den lokalen Earls) einberufen. Ihre Aufgabe war es, Ratschläge zur Verwaltung und Organisation des Reiches (insbesondere zu Steuern, Rechtsprechung oder Verteidigung) abzugeben. Die Witans bestätigten auch die Nachfolge eines Königs. Der neue Regent musste nicht unbedingt ein Nachkomme des alten sein, sondern der Mann, der dem Rat am geeignetsten schien, das Land zu führen. Könige und Earls konnten mittels Ratsbeschluss sogar abgesetzt werden wie beispielsweise Sigeberht von Wessex im Jahre 757 oder Æthelwald Moll von Northumbria 765. Der Witan war in manchen Aspekten ein Vorgänger des englischen Parlaments, unterschied sich von ihm jedoch in wichtigen Punkten wie zum Beispiel im Fehlen eines festgelegten Ablaufs, Tagesplans oder eines ständigen Verhandlungsorts. Die Institution bildete ein Gegengewicht zum König und dessen Machtentfaltung und führte die Regierungsgeschäfte während eines Interregnums weiter.
Witans wurden mindestens einmal im Jahr abgehalten, doch normalerweise öfter. Im Allgemeinen fanden sie dort statt, wo der Regent, der ebenfalls keinen ständigen Sitz hatte, sich gerade aufhielt (Reisekönigtum). Als Versammlungsplatz dienten neben den königlichen Besitztümern auch Hügel oder Wiesen, zuweilen bei markanten Bäumen. Es sind mindestens 116 verschiedene Orte bekannt, wo Witans stattfanden, darunter Amesbury, Cheddar, Gloucester, London und Winchester (altenglisch: Wintanceastre). Das bekannteste Treffen war jenes vom 5. Januar 1066, das Harold Godwinson nach dem Tod Eduard des Bekenners als König Englands bestätigte. Die Geschichte des angelsächsischen Witan endete mit der Invasion der Normannen von 1066, die ihn durch eine Curia Regis (Gerichtshof des Königs) ersetzten; jedoch war diese noch bis ins 12. Jahrhundert auch unter den traditionellen Namen Witan oder Witenagemot bekannt.